# Kanton Seiches-sur-le-Loir
Kanton Seiches-sur-le-Loir (fr. Canton de Seiches-sur-le-Loir) je francouzský kanton v departementu Maine-et-Loire v regionu Pays de la Loire. Tvoří ho 13 obcí.

## Obce kantonu
- Bauné
- Beauvau
- La Chapelle-Saint-Laud
- Chaumont-d'Anjou
- Cornillé-les-Caves
- Corzé
- Fontaine-Milon
- Jarzé
- Lézigné
- Lué-en-Baugeois
- Marcé
- Seiches-sur-le-Loir
- Sermaise